# Bino (futebolista)
Setembrino da Costa Alves, mais conhecido como Bino (Antonina 1 de setembro de 1920 - 30 de agosto de 1979) foi um futebolista brasileiro que atuou como goleiro pelo Corinthians, sendo o o primeiro jogador na posição a ultrapassar a marca de 200 jogos pelo time paulista. Defendeu o clube em 236 jogos oficiais, entre 1943 e 1951, conquistando a Taça Rio-São Paulo no ano de 1950.

## Biografia
Além do apelido de "Bino", Setembrino da Costa Alves era chamado também de “Gato Selvagem”, uma vez que costumava se vestir todo de preto nas partidas. Bino chegou ao Corinthians no ano de 1943, vindo do Coritiba. Conquistou o título da Taça Rio-São Paulo de 1950.

## Links
- Tardes de Pacaembu: Bino… São Paulo é um inferno que anda